# حمزة إسكندر
حمزة إسكندر (27 أغسطس 1991 - 24 يناير 2017)، مذيع وناشط اجتماعي سعودي  . اشتهر لإطلاقه حملة أنا أحارب السرطان بإبتسامتي ولأنه قائد حملة محاربي السرطان. قدم حمزة أيضاً برنامج كوك ستوديو في نسخته الثالثة مع سينتيا خليفة والذي عرض على قناة إم بي سي.

## نشأته والحملة ضد السرطان
ولد حمزة بعيب خلقي في القلب وقد أجرى العديد من العمليات من سن السادسة وحتى الثاني عشرة من عمره، وعندما بلغ الواحدة والعشرين أصيب حمزة بآلام في المعدة ولكن التشخيص الطبي الصحيح لحالته لم يجرى إلا بعد خمسة أشهر من بدء الأعراض حيث اُكتشف وجود ورم وخلايا سرطانية في المعدة. استمد حمزة فكرة حملة «أنا أحارب السرطان بابتسامتي» مما حدث معه.

## وفاته
توفي حمزة في مستشفى الملك فيصل التخصصي في مدينة جدة في يوم 24 يناير 2017 بسبب التهاب رئوي، وعلى إثر وفاته انطلق هاشتاق #وفاه_حمزه_اسكندر على تويتر حيث قدم العديد من المشاهير والعامة تعازيهم. صُلي على حمزة في المسجد الحرام ودفن في مقبرة المعلاة.

### بالعربية
1. ↑  حمزة اسكندر: أصالة ملكة.. مايا جريئة.. بلقيس مثقفة وشذى حسون كتكوتة، إم بي سي نت نسخة محفوظة 12 يوليو 2015 على موقع واي باك مشين.
2. ↑  "حمزة إسكندر". MBC. مؤرشف من الأصل في 2017-02-02. اطلع عليه بتاريخ 2017-01-25.
3. ↑  "حمزة يحارب الســـرطــان بـ «الابتسامة»". صحيفة عكاظ. مؤرشف من الأصل في 2017-02-02. اطلع عليه بتاريخ 2017-01-25.
4. ↑  "حمزة إسكندر محارب السرطان بابتسامة". صحيفة مكة. مؤرشف من الأصل في 2017-02-02. اطلع عليه بتاريخ 2017-01-25.
5. ↑  "وفاة أشهر محاربي السرطان.. "تويتر" يشيع الشاب السعودي حمزة إسكندر". صحيفة سبق. مؤرشف من الأصل في 2017-01-26. اطلع عليه بتاريخ 2017-01-26.
6. ↑  "شقيق حمزة اسكندر: توفي بعد انتظار 10 ساعات بالمستشفى". صحيفة عكاظ. مؤرشف من الأصل في 2017-02-21. اطلع عليه بتاريخ 2017-01-26.

### بالإنجليزية
1. ↑  "Saudi youth loses battle with cancer". Saudi Gazette. مؤرشف من الأصل في 2018-09-29. اطلع عليه بتاريخ 2017-01-26.

## وصلات خارجية
- محارب السرطان #حمزة_اسكندر Fighting cancer على يوتيوب
- #جيش_محاربي_السرطان حمزة إسكندر #السرطان على يوتيوب

- Hamza Iskandar: From cancer patient to warrior. Arab News.